# Christine Bakombo
Kungu Christine Bakombo, née le 7 août 1962, est une athlète, coureuse congolaise (RDC) de longue distance. Elle a participé au marathon féminin aux Jeux olympiques de 1992.

## Biographie

### Carrière
Christine Bakombo a participé à trois reprises aux Jeux olympiques pour représenter son pays, sans remporter de médaille,. Aux Jeux olympiques de 1984 à Los Angeles, elle est la première femme de son pays à participer aux Jeux olympiques et est la porte-drapeau de la délégation zaïroise ; elle a occupé la 6e place de sa série du 800 mètres. Aux Jeux olympiques de 1988 dans la ville de Séoul, elle termine respectivement 6e et 8e des séries du 400 et 800 mètres. Aux Jeux olympiques de 1992 à Barcelone, elle termine à la 37e place du marathon féminin.
Elle est également médaillée d'or du 400 mètres ainsi que du 800 mètres aux Jeux d'Afrique centrale de 1987 à Brazzaville.
En 1992, elle demande l'asile politique en France, ayant pris la fuite pour Angoulême ; elle aurait subi des menaces à la suite de ses critiques sur ses conditions d'entraînement avant les Jeux de Barcelone, et se déclare opposante de Mobutu Sese Seko.